# Bandeira da Ilha de Man
A bandeira da ilha de Man é  um dos símbolos oficiais da Ilha de Man, uma dependência da Coroa do Reino Unido. Seu desenho é bastante antigo, sendo os primeiros registros datados do século XIII.

## Características

Esquema mostrando o correto posicionamento do tríscele

A bandeira consiste em um retângulo de proporção 1:2 de fundo vermelho Pantone 185C com um tríscele com Três Pernas de emblema no centro. As três pernas estão unidas na coxa e dobradas no joelho. A fim de ter os dedos apontando no sentido horário.

## Simbolismo
O tríscele tem as suas raízes celtas como símbolo da unidade e do sol. Este símbolo foi também era utilizada por muitas outras civilizações antigas, incluindo os micênios. A bandeira é semelhante a da Sicília.

## Galeria

Bandeira do Tenente Governador
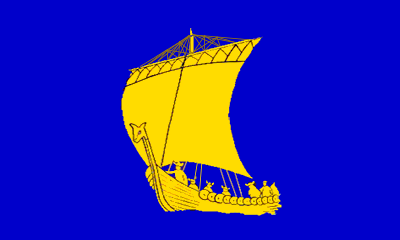
Bandeira histórica de Tynwald
Insígnia civil da Ilha de Man
Bandeira do Serviço de Defesa Civil